# 安卓氏鰻鱗鱈
安卓氏鰻鱗鱈為輻鰭魚綱鱈形目南極鱈科的其中一種，分布於西印度洋的非洲南部海域，棲息深度980-1010公尺，為深海魚類，體長可達44.5公分。

## 擴展閱讀
維基物種上的相關：安卓氏鰻鱗鱈